# Bughea de Jos
Bughea de Jos is een Roemeense gemeente in het district Argeș.

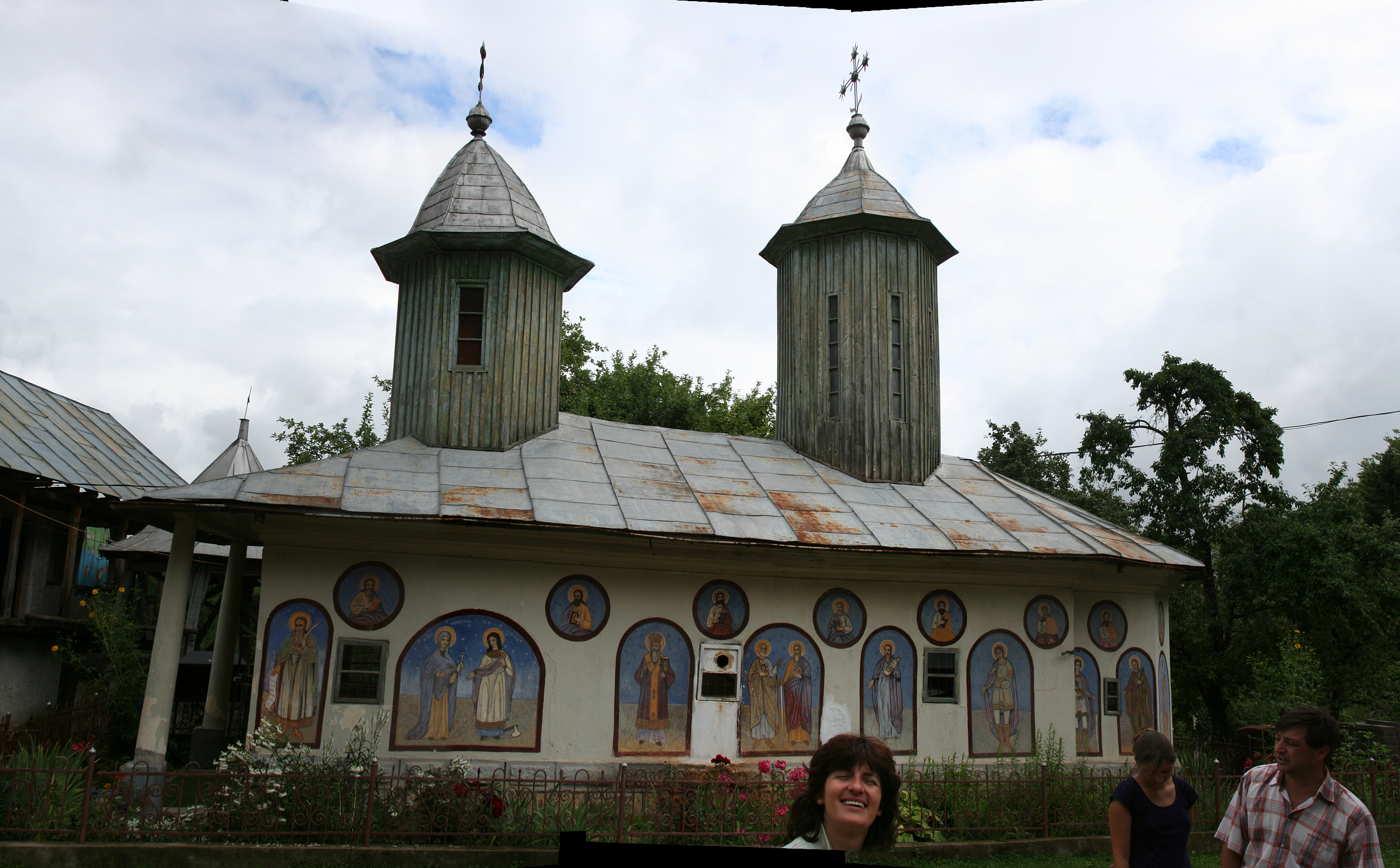
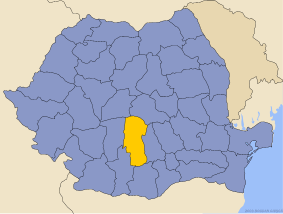
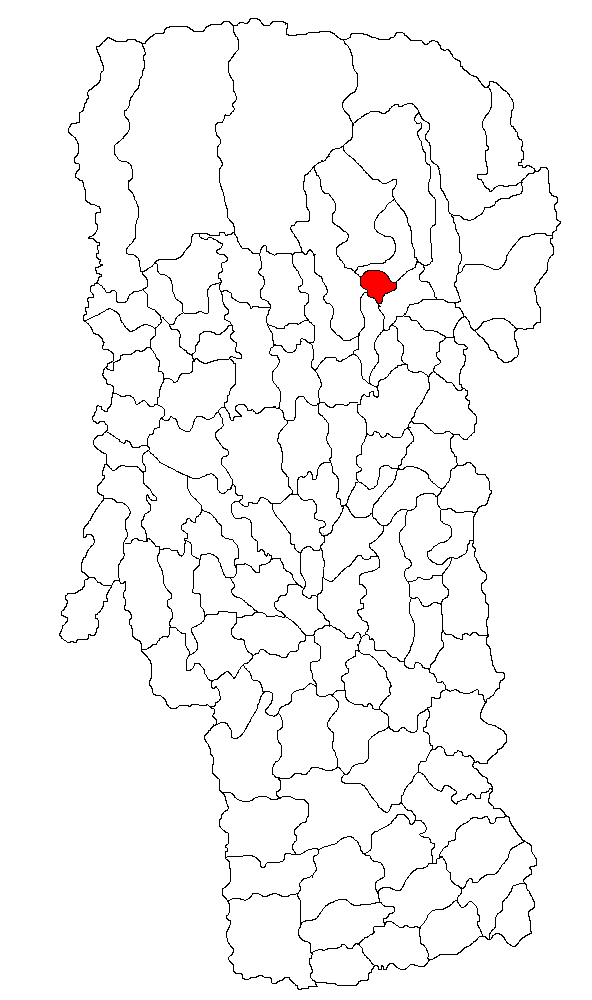

Bughea de Jos telt 2985 inwoners.